# Bernhard Lohmann
Bernhard Friedrich Gerhard Wilhelm Heinrich Lohmann (geboren 18. März oder 18. Juni 1830 in Wesel; gestorben 3. Juli 1886 in Wiesbaden) war ein deutscher Militärgeistlicher und Schriftsteller.

## Leben
Bernhard Lohmann wuchs in der preußischen Rheinprovinz als Sohn eines Weseler Pfarrers auf. Er besuchte das alte Weseler Gymnasium und studierte evangelische Theologie an der Universität Bonn.
Ab 1857 wirkte Lohmann als Pfarrer in Wesel, bevor er ab 1864 zur Zeit des Deutsch-Dänischen Kriegs als Lazarett-, ab 1867 als Divisionspfarrer tätig wurde. Ab 1868 wirkte er als Konsistorialrat in Wiesbaden, wo er zudem als Pfarrer der 21. Infanterie-Division auftrat.
1880 wurde Lohmann als Militär-Oberpfarrer in Hannover tätig, wo er neben seiner Funktion als Konsistorialrat auch als Oberpfarrer des X. Armee-Korps predigte. 1884 wechselte er in selber Funktion nach Magdeburg, zuletzt als Konsistorialrat und Militär-Oberpfarrer in Marburg oder bis zu seinem Tod als Militäroberpfarrer in Wiesbaden.

## Schriften (Auswahl)
- Zur Orientirung in der Schulfrage. Allen Lehrern, Schulvorstehern und Schulfreunden gewidmet. Druck und Verlag der Bädecker’schen Buch- und Kunsthandlung (A. Martini & Grüttekin), Elberfeld 1861; Google-Books
- Die Willibrodi-Kirche in Wesel, A. Bagel, Wesel 1865
- Predigt bei dem Dankgottesdienste der preussischen Garnison am 8. Juli 1866 in der Frauenkirche in Dresden. A. Bagel, Wesel 1866
- Gustav Adolf Helm. Eine Volkserzählung (= Deutsche Volksbibliothek für Lesevereine und das Haus, Band 3). Wiesbaden 1872
- Festpredigt am tausendjährigen Jubiläum der Stiftkirche zu Gemünden im Amte .... Verlag von Chr. Limbarth, Wiesbaden 1879
- Ethische Studien aus Frankreich. Verlagsbuchhandlung Julius Riedner, Wiesbaden / Schäfer & Koradi, Philadelphia 1872 (Digitalisat)
- Grundlinien der sittlichen Weltordnung. Ein Wegweiser zum höchsten Gute für Laien und Theologen. Niedner, Wiesbaden 1880
- Luther und die Soldaten. Verlag der Buchhandlung der Evangelischen Gesellschaft, Stuttgart 1883